# Aubach (Aar)
Der Aubach ist der größte Zufluss der Aar im Lahn-Einzugsgebiet in Hessen, der deren östliches Einzugsgebiet entwässert. Er ist ein gut 15 Kilometer langer rechter und südöstlicher Zufluss der Aar.

## Name
Der Name Aubach stammt vermutlich aus der Neuzeit und leitet sich von der verbreiteten Nutzung der teils relativ breit ausgebildeten Aue des Bachs als Dauergrünland ab. Der historische Name des Aubachs ist Strinzbach oder Strinzepha. Sein Mittel- und Unterlauf werden auch als Scheidertal bezeichnet, was nach Vermutungen von Historikern und Geografen durch die jahrhundertelange Grenzlage zwischen der Niedergrafschaft Katzenelnbogen (später Landgrafschaft Hessen) und dem Hause Nassau-Idstein bedingt ist.
Im Aubachtal existierten früher mehrere Mühlen, u. a. die heute noch existierende Obermühle bei Hennethal, in der es ein Restaurant und ein Hotel gibt.

## Geographie

### Verlauf
Der Aubach entspringt auf einer Höhe von etwa 417 m ü. NHN südlich von Oberlibbach.
Er durchfließt die Orte Hohenstein-Strinz-Margarethä, Hohenstein-Hennethal und Aarbergen-Kettenbach und mündet schließlich auf einer Höhe von ungefähr 188 m ü. NHN von rechts in die Aar.
Der 15,1 km lange Lauf des Aubachs endet etwa 229 Höhenmeter unterhalb seiner Quelle, er hat somit ein mittleres Sohlgefälle von etwa 1,5 %.

### Einzugsgebiet
Das 54,9 km² große Einzugsgebiet des Aubachs ist ein rechtsseitiges Teileinzugsgebiet der Aar. Es liegt im Westlichen Hintertaunus und wird über die Aar, die Lahn und den Rhein zur Nordsee entwässert.

### Zuflüsse
Der wichtigste Nebenbach des Aubachs ist der Fischbach, der durch Niederlibbach und Hünstetten-Strinz-Trinitatis fließt und in Hennethal in den Aubach mündet.
- Faltersbach (links), 2,8 km, südlich Taunusstein-Niederlibbach
- Anchebach[3][4] [GKZ 25886322] (rechts), 0,7 km, westlich Taunusstein-Niederlibbach
- Wäldersbach[3][5] [GKZ 2588634] (rechts), 1,2 km, zwischen Hohenstein-Strinz-Margarethä und Niederlibbach
- Hengstbacher Graben (links), 0,9 km, zwischen Strinz-Margarethä und Niederlibbach
- Lampertsbach[3][6] [GKZ 2588638] (rechts), 1,2 km, zwischen Strinz-Margarethä und Niederlibbach
- Roemersbach (links), 2,6 km, östlich von Strinz-Margarethä
- Wolfertsborn[3][7] [GKZ 25886512] (rechts), 0,7 km, in Strinz-Margarethä
- Assbach (links), 1,0 km, in Strinz-Margarethä
- Rembach[3][8] [GKZ 25886516] (links), westlich von Strinz-Margarethä
- Heidenbach[3][9] [GKZ 25886594] (links), 0,9 km, nordnordwestlich von Strinz-Margarethä und südlich der Bahnermühle
- Fischbach (rechts), 5,7 km, am Südrand von Hohenstein-Hennethal
- Daisbach (rechts), 4,8 km, südwestlich von Aarbergen-Daisbach
- Untersbach[3][10] [GKZ 2588694] (rechts), 1,1 km, südwestlich von Daisbach
- Dorfbach (rechts), 0,7 km, in Aarbergen-Kettenbach
- Emmerichsgraben[3][11] [GKZ 2588698] (links), 0,9 km, in Kettenbach

## Geomorphologie
An der Oberläufen und im Unterlauf entspricht die Talform einem Kerbsohlental, im Mittellauf örtlich auch einem Kerbtal. Das Tal könnte sich nach neueren Untersuchungen während der Weichsel-Kaltzeit noch einmal stark vertieft haben.
Besonders an den Hängen des Mittellaufs sind zudem zahlreiche holozäne Runsen ausgebildet, die die Folge früherer nutzungsbedingter Entwaldung sind.